# حدث الجبة
حدث الجبة هي قرية لبنانية من قرى قضاء بشري في محافظة الشمال. وتقع في وادي قاديشا وسكانها هم من المسيحيين المارونيين.
لماذا هذا الاسم؟
عُرفت حدث الجبة في خلال تاريخها الطويل بتسميات عدة، أولها «الحدد», وكان ذلك في عهد الملكة ضيا ابنة الملك نبوخذ نصر ملك بلاد ما بين النهرين.
في عهد الآراميين والكنعانيين عرفت بـ«حُدد»؛ وفي عهد الرومان باتت «هُدد», وتطورت في عهد البيزنطيين لتصبح «حداثا» و«جُبّي». وعندما أتى العرب وسيطروا على الشرق عرفت بـ«الجبة», فيما تحولت في عهد المماليك ومن بعدهم الأتراك إلى الـ«حدد» وذلك تيمناً بموقعها بين بلاد بعلبك وجبيل وطرابلس، وهو موقع حدّ فاصل بين المناطق.
وجاءت التسمية السابعة في القرون الوسطى، بعد النكبات والويلات التي حلّت بالبلدة واقتطاع القرى والبلدات التي كانت تابعة لها، فأصبح اسمها النهائي والمعروف لغاية اليوم حدث الجبة نسبة إلى الحوادث والكوارث والحروب التي عصفت بها.
تعلو منطقة حدث الجبة عن سطح البحر نحو 1450 متراً في الساحة، وفي أعلى البلدة 1550 متراً، وهي بلدة قائمة على تلة جميلة يحيط بها شرقاً وادي قنوبين وغرباً نيحا وقنات، ومن الشمال خراج بلدة قنيور وجنوباً خراج تنورين.
تتصل البلدة علواً بسلسلة جبال ممتدة من مار سمعان إلى العاقورة. وكانت غاباتها في ما مضى تغطي غالبية أراضيها، وأكبرها «غابة حمى المير بشير». وتعتبر هذه الحمى التي تمتد حدودها إلى نيحا وتنورين وقنات من أكبر غابات لبنان، وتضم أشجار الأرز واللزاب والعفص والصنوبر والقطلب والغار والحور والسنديان.

## المناخ
اشتهرت الحدث بمناخها الصحي، فهي تلة محاطة بالوديان، وهذا الموقع أعطى البلدة ميزة نادرة بين القرى والبلدات اللبنانية الأخرى؛ فمناخها ناشف والهواء العليل يتلاعب بأجوائها طوال السنة، وقد استضافت البلـدة، منذ القِدَم، مرضى الربو والصفيـرة والسل وسواها من أمراض يفيد مناخ الأرز الصحي في شفائهـا، كما أن الجو العام السياحي والسكني في الحدث له ميزة استثنائية في الهدوء والسكينة. أما المواطن الحدثي فمعروف بكرم الضيافة منذ القدم، وقد عمل أبناء البلدة على تطوير بلدتهم وتحسين مرافقها ليحافظوا على موقعها كبلدة سياحية.

## تعاقب السكان
سكن الإنسان منطقة حدث الجبة منذ القدم، فخلال حقبة حكم الملك نبوخذ نصر على بلاد ما بين النهرين، أتت ابنته الملكة ضيا مع حاشيتها إلى الحدث واستقرت فيها لسنين طويلة.
وخلال حكم الإسكندر المقدوني (أي 300 تقريباً ق. م.) كان سكان حدث الجبة عموماً من المنبوذين من المجتمعات القبلية والمدنية في تلك الحقبة، وتشكلت الأكثرية منهم من اللصوص والهاربين وقطاع الطرق الذين سكنوا المنطقة واستصلحوا الأراضي ليعتاشوا منها.
وفي العهد الأول للمسيحية شكّل سكان الحدث مزيجاً من بقايا المواطنين المتحدرين من الفترات السابقة، إضافة إلى خليط من سكان بلاد الشام وبعلبك الوثنيين الهاربين من الاضطهاد والسخرة، وآخرين أتوا من بلاد العراق هرباً من الإستعمار في بلادهم.
تزخر أرض حدث الجبة بالمواقع التاريخية والأثرية في بلدة عريقة، وقد كانت طوال قرون عدة مركزاً دينياً ومدنياً وسياسياً وعسكرياً هاماً.

## الصخرة وحكايات الجن
كانت صخرة وادي محكرونة الطبيعية في العصر القديم قلعة ومركزاً سكنياً. وتقول حكاية انّ كاهناً من الحدث مرّ في طريقه إلى الكرم قرب هذه الصخرة المجوفة، فسمع أصوات أهازيج وطرب فيها، فدخلها متعجباً وفوجئ بقوم يقيمون عرساً ووليمة كبيرة، وقد نادوه قائلين: «تفضل يا بونا بطرس شارك معنا», فجلس بينهم وهو يتساءل عن هؤلاء القوم الغرباء الذين يحتفلون في هذه المغارة ويعرفونه جيداً. وفيما هو جالس التفت إلى العروس ورآها ترتدي فستان عرس زوجته الخورية، وبالصدفة لمست سيكارته هذا الفستان فاحترقت زاوية صغيرة منه. وفجأة وعندما رفع الكاهن يده ورسم إشارة الصليب لبدء الصلاة اختفى كل شيء من أمامه ولم يبق سوى آثار الماعز والغنم داخل المغارة، فتيقن أن هؤلاء القوم هم من الجن. وللحال قام وقصد منزله، وطلب من زوجته إحضار فستان زفافها فوجده فعلاً محترقاً في الموضع ذاته الذي رآه داخل المغارة فحدّث الجميع بحكايته الغريبة هذه وبقيت المغارة داخل صخرة محكرونة مكاناً سحرياً تروى حوله الحكايا.

## نواويس من عهد نبوخذ نصر

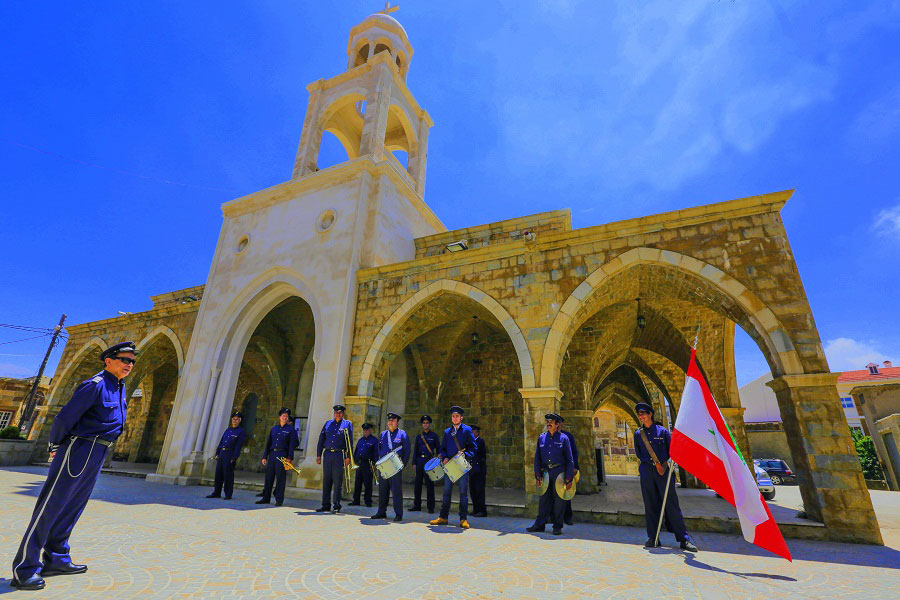
كنيسة مار دانيال الأثرية

في وادي محكرونة أيضاً مدافن منحوتة في الصخر يعود تاريخها إلى مئات السنين قبل السيد المسيح. أما أبناء البلدة القدامى فيروون أنها وجدت على عهد الملكة ضيا ابنة الملك نبوخذ نصر ملك بابل وبلاد ما بين النهرين. وتفيد الرواية أن ضيا كانت آية من الجمال، وأصابها مرض البرص، فوصف لها الأطباء المناخ الجبلي الناشف، فقصدت حدث الجبة وسكنتها بهدف الشفاء من برصها. وما لبثت الملكة أن شفيت وعادت سليمة معافاة وجميلة ساحرة. إلا أنها أحبت المنطقة كثيراً، فكتبت لوالدها تبشره بشفائها وبرغبتها بالبقاء والسكن في الحدث، وقد سميت البلدة آنذاك مدينة ضيا تيمناً بها، فسكنتها وعائلتها وحاشيتها ودفنت معهم في النواويس الموجودة في الوادي.
أما كنيسة مار دانيال الأثرية فتعتبر من أقدم المعابد الدينية في لبنان والشرق، بدأ العمل في بنائها سنة 1110 م. وانتهى عام 1113, وقد تم ترميمها ثلاث مرات خلال تاريخها الطويل.
يرتبط تاريخ المغارة بتاريخ البلدة، فقد لجأ إليها أهالي الحدث عندما تعرضوا للاضطهاد وذلك أثناء الحملة التي شنت على المردة. إلا أن تاريخ المغارة أقدم بكثير، وقد وجدت فيها ثماني مومياءات بشرية يزيد عمرها عن 800 سنة، ومكتشفات قديمة أخرى من الثياب والأدوات. وقد أظهرت التحاليل المخبرية اللبنانية والبريطانية أنها الثانية المكتشفة عالمياً، والتي لا تزال تحافظ على جمال وصلابة نسيجها، وهي محفوظة حالياً في المتحف الوطني اللبناني.
وخلال إجراء حفريات بهدف البناء عثر في قلب البلدة على حجر من العهد الروماني الأول، والحجر كناية عن تاج كورنثي لأحد أعمدة الهياكل، وهو موجود أمام أحد المنازل في البلدة.
وفي حدث الجبة شجرة قديمة جداً، من فصيلة الأرز النادر والقديم وهي تعتبر إحدى الشجرات الدهرية النادرة والتي ما زالت قائمة في بعض بلدات لبنان.

## شؤون البلدية
تشهد حدث الجبة اليوم نهضة اجتماعية وثقافية وزراعية يحدثنا عنها رئيس البلدية الشيخ نوفل الشدراوي، فيقول:
بدأنا بتحديث وترميم وتجهيز دار البلدية لتصبح مقراً لائقاً للاجتماعات والمناسبات. وتم تشكيل لجان عمل من شبيبة وشابات البلدة لخلق دينامية ثقافية واجتماعية وتنمية روابط التعاون.
أما في الإطار العملاني فقد عملنا على إيصال الإنارة البلدية إلى كل حي وكل بيت، وترميم شبكة المياه القديمة وصيانتها والتنقيب عن المياه الجوفية الصالحة للشرب، وللري، وقمنا بتأهيل شبكة القنوات لاستيعاب مياه الشتاء والثلوج وتنظيم صرفها، وتزفيت طرقات البلدة العامة والفرعية، وبناء حيطان الدعم على جوانب الطرقات، وإنشاء ملعب بلدي رياضي لنادي وشباب البلدة.
وفي إطار تجميل البلدة قام المجلس البلدي بحملة دهن للمتاجر والمنازل الواقعة على طول الطريق العام بحيث بات لونها واحداً، ومظهرها منسجماً مع طابعها التراثي.
وفي الساحة العامة تم بناء عين ماء تخليداً لذكرى شهيد شهداء الحدث القائد أبو كرم الحدثي، وقد أضحت اليوم رمزاً سياحياً جمالياً ومن المرافق الرئيسية للبلدة. ولمزيد من الترتيب والتجميل والحفاظ على نظافة مداخل البلدة وشوارعها، تأمّن نقل النفايات بواسطة شركة خاصة اتفقت معها البلدية لإبقاء أجواء البلدة نظيفة أيضاً من رواسب إحراق ورمي النفايات في الأماكن المكشوفة، ما انعكس مردوداً معنوياً بيئياً وصحياً إيجابياً على البلدة بشكل عام، ونظّمت في البلدة لوحات الإعلانات بطريقة لا تشوّه المناظر الطبيعية بحيث حصرت في أماكن محددة لها.

## ثقافة وسياحة
من الناحـية الثقافية والفنـية شكلـت لجنـة من مثقـفي البلدة وشبابها المتحمسين للخدمة العامة، بهدف تطوير المستوى الثقافي العام. وفي هذا الإطار تم تجهيز مركز لتعليم الموسيقى في البلدة، وآخر لتعليم استخدام الكومبيوتر، إضافة إلى تأمين مساعدات مادية للمدرسة الرسمية، وتجهيز وتطوير فرقة الحدث الموسيقـية التي تعتبر جزءاً من تراث البلدة.
إلى ذلك وضعت البلدة دراسة لتأهيل المرافق السياحية والأثرية في البلدة.
وبالنسبة للرياضـة يؤمـن المجلـس البلدي دعماً أساسياً للـنادي من خـلال توفـير الأدوات اللازمة ورعايـة النشاطات الرياضـية الصيفية، ودعـم تأسـيس فـرق رياضية للمشاركة في البطولات الرسمية.
والمجلس البلدي لم يهمل المجال الزراعي والبيئي في البلدة فقد شكلت لجنة من المهندسين الزراعيين لوضع مشروع زراعي متكامل يساهم في نمو هذا القطاع في البلدة. لذلك فإن تشجير البلدة والاهتمام بغابة الأرز من مختلف النواحي يلقى عناية كبيرة من المجلس البلدي.
المشاريـع التي يخطـط لها المجلـس البلدي في حدث الجبة تطمـح إلى جعـل البلدة مستقبلاً، نموذجاً للتطوّر. وفي هذا الإطار فهو يسعى إلى تحقيق جملة من الأهداف.
ثقافياً ثمة عمل يتمحور حول مساعدة الطلاب المتفوقين في متابعة تحصيلهم العلمي، وفي موازاة ذلك عمل لإنشاء مكتبة في دار البلدية.
في مجالات السياحة والترفيه والتسلية، ثمة دراسة لإقامة حديقة عامة، ومزيد من العمل لتجميل شوارع البلدة، وفي ما يتعلق بالرياضة يطمح المجلس البلدي إلى بناء ملعب رياضي كبير.
وتسعى البلدية إلى تأمين التواصل بين أبناء البلدة المقيمين والمنتشرين في بلاد الاغتراب، لذلك تُبذل جهود حثيثة لتشجيع المغتربين على زيارة بلدتهم والاستملاك فيها، وتحقيق التوأمة بين العائلات المقيمة وتلك الموجودة في الخارج.
المرجع: حدث الجبة، تاريخ عظمة وتراث،
جورج أنطوان الشدراوي

## عائلات حدث الجبة
الشدراوي، الخوري حنا، باسيل، دياب، صعب، صفير، سلامه، عبد المسيح، أبو حيدر، زغيب، مراد، جعفر، إيليا، سلوم، الغصين، شاهين، الشعار، حميص، أبو نقولا، أبي شيبان، الهاشم، كرم، أبي فارس، رزق، العلم، العلاوة، الطحان، فاعور، شلالا، الحايك، توما.

## الزراعة
اشتهرت حدث الجبة قديماً بزراعة الكرمة، وتفيد الروايات أنها كانت تحتل المركز الأول في القرنين الثامن عشر والتاسع عشر من حيث إنتاج مشتقات العنب، كالنبيذ والعرق والزبيب والخل. أما أشجارها المثمرة فكانت بغالبيتها من التوت، وتكثر فيها اليوم أشجار الفاكهة الصيفية كالتفاح والكرز والإجاص والجوز والمشمش والسفرجل والخوخ والبطاطا ومزروعات أخرى من الخضار.

## نشيد الحدث
نشيد حدث الجبة ألّفه ولحنه الفنان شربل النعيمي إكراماً لذكرى البطل أبو كرم الحدثي
هديتنا الكرامي عطيتينا المحبي
يا أرض الشهامة يا حدث الجبة
تاريخك أمجادو بتحكي عن فرسانو
```
أبو كرم راجع  ع صهوة حصانو
```

راجع يهدي الكل مجد وورد وفل
تجبينك يضل شامخ بالمحبة
يا أرض البطولة يا حدث الجبة
ابنك بالمهاجر زيّن هالزمان
وعا كل المنابر يا زهرة لبنان
أرزاتك بتغني ألحانا وبتقول
يا قطعة من الجنة زنبق بأيلول
اسمك صورة بقلبي يا حدث الجبة

## مغارة العاصي

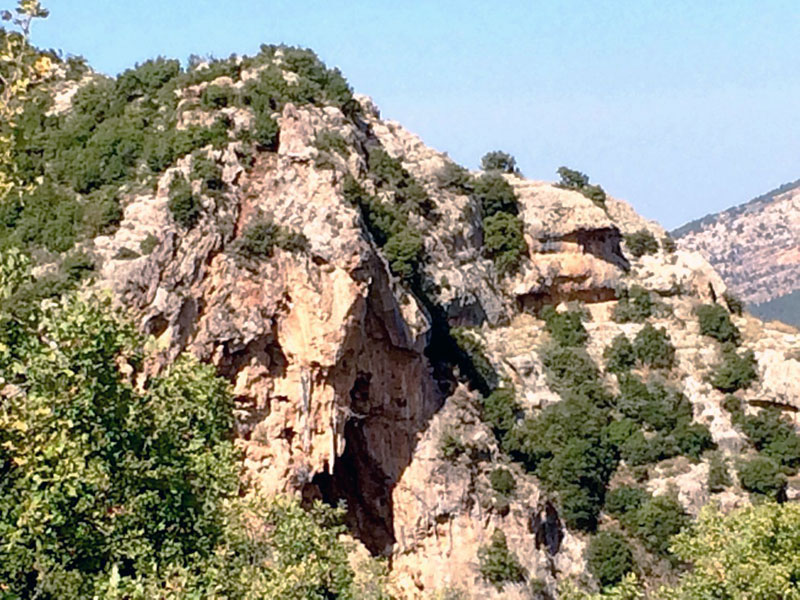
مغارة العاصي في حدث الجبة

تحتوي المجموعة التي وجدت في مغارة العاصي في حدث الجبة وسلمت إلى المتحف الوطني 293 قطعة من بينها:
 أجساد بشرية محنطة طبيعياً، بعضها بحالة جيدة.
 عدد من الأطراف البشرية.
 مجموعة من خصل الشعر المجدولة.
 أساور، خواتم، عقود.
 زنانير جلدية، أحذية، قطع جلدية مختلفة.
 مجموعة ثياب من بينها قطع كاملة (فساتين) ومطرّزة.
 جديلة من القماش (قطعة نادرة جداً).
 مشالح (قطع نادرة).
 مجموعة كبيرة من الكسر الفخارية على إحداها وجدت كتابات.
 مجموعة من السُرُج.
 مجموعة كبيرة من الكسر الزجاجية منها ما هو ملون.
 أدوات حديدية (مسامير، زردة زنار، مسلة، مهماز).
 ملاعق خشبية (على إحداها رسم رائع).
 مفتاح من خشب مع خيطه.
 أمشاط (عليها حفر).
 مجموعة كبيرة من الخيطان (بعضها ملون) وقطع حبال.
 حُجُب (حجاب) من قماش في داخلها خيط معقود.
 بقايا مواد غذائية كانت موجودة في الحُفر مع المومياءات (جوز، لوز، نواة زيتون، ثوم، قشر بصل ورمان، سنابل قمح مجدولة).
 ورق غار حافظ على رائحته (كان منثوراً فوق الأجساد).
 قطع نقود صليبية ومملوكية (عليها اسم السلطانين بيبرس وقلاوون).
 شفرات سكاكين.
 مدية أو مطواة كاملة مع مقبض خشبي (قطعة نادرة).
 رأس بلطة من حديد.
 رأس معول من حديد.
 مجموعة كبيرة من السهام.
 مجموعة من رؤوس السهام الحديدية بأشكال مختلفة.
 سهم كامل يحمل ذيله ورقاً (قطعة في غاية الأهمية).
 مجموعة من الأوراق المخطوطة بالعربية والسريانية.